# Cybermarché
 (novembre 2018).
Un cybermarché est un supermarché en ligne, permettant de passer commande sur le Web et de se faire livrer à domicile des produits de consommation courante.

## Caractéristiques: une logistique complexe
Les acteurs historiques de ce segment utilisent des entrepôts dédiés. Les commandes sont préparées sur des immenses plates-formes centrales (généralement dans la région parisienne) et acheminées ensuite vers les clients finaux dans toute la France.
- Houra, filiale du groupe Louis Delhaize/Cora
- Carrefour Ooshop, filiale du groupe Carrefour
- Telemarket, ancienne filiale du groupe Galeries Lafayette, indépendant depuis juin 2005, premier cybermarché créé en France (1998) (en faillite).
- Auchandirect, filiale du groupe Auchan

Une autre solution plus de proximité existe, le centre logistique est un magasin physique. Et le cybermarché rayonne sur sa zone de chalandise. Les préparations des commandes se font sous forme de « picking » (le stock du magasin est commun aux deux activités), et sont ensuite livrées à domicile aux moyens de camions légers réfrigérés. Cette solution est plus souple et plus économique (généralement les prix magasin sont les prix Internet).
- Monoprix
- Intermarché, filiale du Groupe Les Mousquetaires

### Flux de marchandises distincts à gérer
Les cybermarchés doivent gérer trois flux logistiques distincts essentiellement à cause des températures de stockage différentes. En effet, lors de leur livraison aux particuliers les produits surgelés (froid négatif), frais (froid positif) et secs (non-alimentaires, liquides et épicerie) ne peuvent voyager dans le même compartiment sous peine d'être détériorés. Par exemple, un produit frais qui serait transporté à une température négative deviendrait un produit congelé et perdrait de fait toute valeur l'étiquetage de l'article n'étant plus en conformité avec le produit. Autre exemple, les produits frais ou surgelés ne peuvent pas être transportés à température ambiante au risque d'exposer les articles à une rupture de la chaîne du froid.
Les « ancêtres » des cybermarchés les vépécistes ou la livraison de produits surgelés à domicile se sont spécialisés sur l'un de ces flux. Des sociétés spécialisées livrent une liste de courses surgelés à domicile, ex : Toupargel, Picard Surgelés. La vente par correspondance utilise historiquement les postes comme soutien logistique (produits secs) ainsi que les points de dépôt apparus dans les années 1980. Le développement des cybermarchés a permis la structuration de ces réseaux avec l'apparition de sociétés comme Kiala dès 2001.

### Livraison des courses: une tournée chaotique
L'optimisation du transport aux clients finaux dépend de leur densité dans la zone à livrer et de leur disponibilité dans un même créneau horaire. Contrairement à la distribution du courrier qui s'opère en l'absence de l'intéressé par l'intermédiaire d'une boîte aux lettres, les cybermarchés doivent prendre rendez-vous avec leurs clients à cause de la chaîne du froid. L'enjeu de cette optimisation étant économique (rentabilité) et écologique (bilan carbone).

## Marché

### France
Au début 2007, la réussite n'est pas encore au rendez-vous pour les épiciers du net. Les principaux handicaps sont les produits manquants ou endommagés lors de la livraison et le prix élevé des articles. Faire ses courses sur le web coûte en moyenne 13,4 % plus cher que dans les grandes surfaces.
- Auchandirect, du groupe Auchan (et sa variante Auchan Drive)
- CoursesU.com, du groupe Système U
- Houra, filiale de Cora
- Carrefour Ooshop, filiale du groupe Carrefour
- Telemarket, ancienne filiale du groupe Galeries Lafayette, indépendant depuis juin 2005. Le service de Telemarket est définitivement fermé depuis le 28 juin 2013[2]
- Certaines start-ups proposant des livraisons de course dans des délais très courts se développent pendant la pandémie du Covid-19, comme Cajoo.

### Suisse
En Suisse le marché est dominé par Leshop.ch et Coop@home. Ces deux cybermarchés appartiennent aux deux principales grandes surfaces de Suisse.
- LeShop.ch, appartenant à 90,5 % à Migros
- Coop@home, filiale de Coop